# Samoa-eilanden
De Samoa-eilanden of Samoaanse eilanden (vroeger: Navigator-eilanden) zijn een archipel van Polynesië. De eilanden liggen ten oosten van Fiji in het zuidelijke deel van de Grote Oceaan. De eilanden omvatten ongeveer 3.030 km² en 250.000 inwoners en zijn politiek gezien verdeeld over twee staten:
- Samoa (geheel, vroeger West-Samoa genoemd) - 2.831 km² met 185.000 inwoners;
- Verenigde Staten (het territorium Amerikaans-Samoa of Oost-Samoa; onderdeel van Amerikaans Oceanië) - 199 km² met 65.000 inwoners.

| Vlag | Naam             | Hoofdstad | Oppervlakte | Inwoners | Taal               | Munteenheid        | UTC | Status           |
| ---- | ---------------- | --------- | ----------- | -------- | ------------------ | ------------------ | --- | ---------------- |
|      | Amerikaans-Samoa | Pago Pago | 199 km²     | 49.437   | Engels en Samoaans | Amerikaanse dollar | -11 | Amerikaans bezit |
|      | Samoa            | Apia      | 2.842 km²   | 203.774  | Engels en Samoaans | Samoaanse tala     | +13 | Onafhankelijk    |

De eilanden zijn van vulkanische oorsprong en worden gekenmerkt door de ruige dikbegroeide bergkliffen.
Op 29 september 2009 werden de Samoa-eilanden getroffen door een tsunami, die aan zeker 189 mensen het leven kostte (zie Aardbeving Samoa-eilanden 2009).